# Saumur
Saumur là một xã thuộc tỉnh Maine-et-Loire trong vùng Pays de la Loire phía tây nước Pháp. Xã này nằm ở khu vực có độ cao trung bình 30 mét trên mực nước biển.
Thị trấn lịch sử nằm giữa các sông Loire và Thouet và bao quanh bởi các vườn trồng nho.

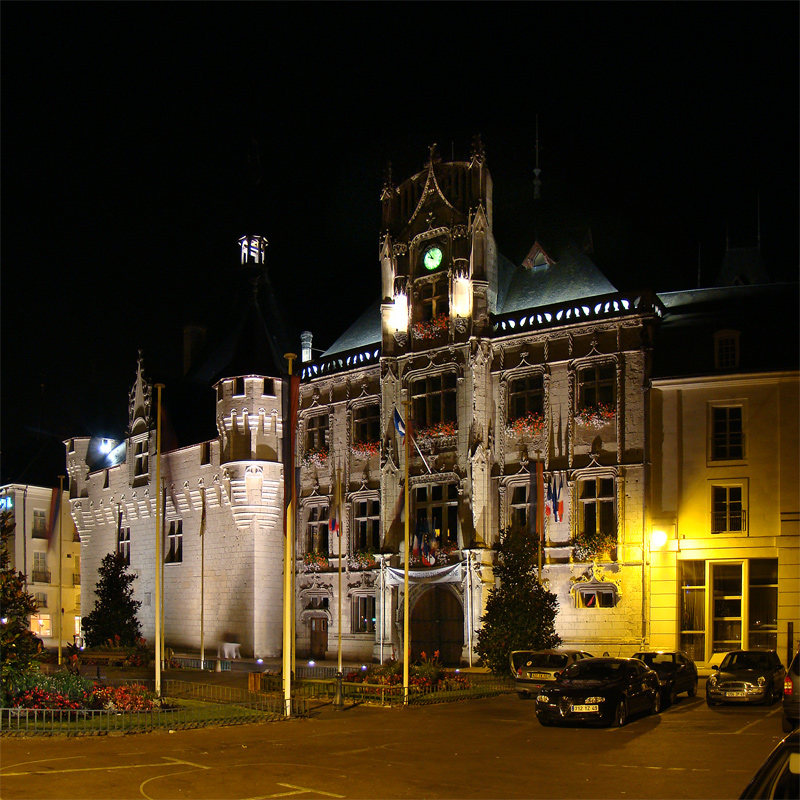
Toà thị chính Saumur

## Nhân vật nổi tiếng
Saumur là nơi sinh của:
- Anne Lefèvre (1654–1720).
- Charles Ernest Beulé (1826–1874), nhà khảo cổ học
- Coco Chanel (1883–1971), nhà thiết kế thời trang
- Yves Robert, (1920–2002), diễn viên
- Fanny Ardant, (b. 1949), nữ diễn viên
- Dominique Pinon, (b. 1955), diễn viên
- Germaine Lefebvre Capucine (ngày 6 tháng 1 năm 1931 - ngày 17 tháng 3 năm 1990) nữ diễn viên

## Kết nghĩa
- Verden, Đức
- Warwick, Anh quốc
- Havelberg, Đức
- Asheville, Hoa Kỳ
- Ruşeţu, România

Saumur
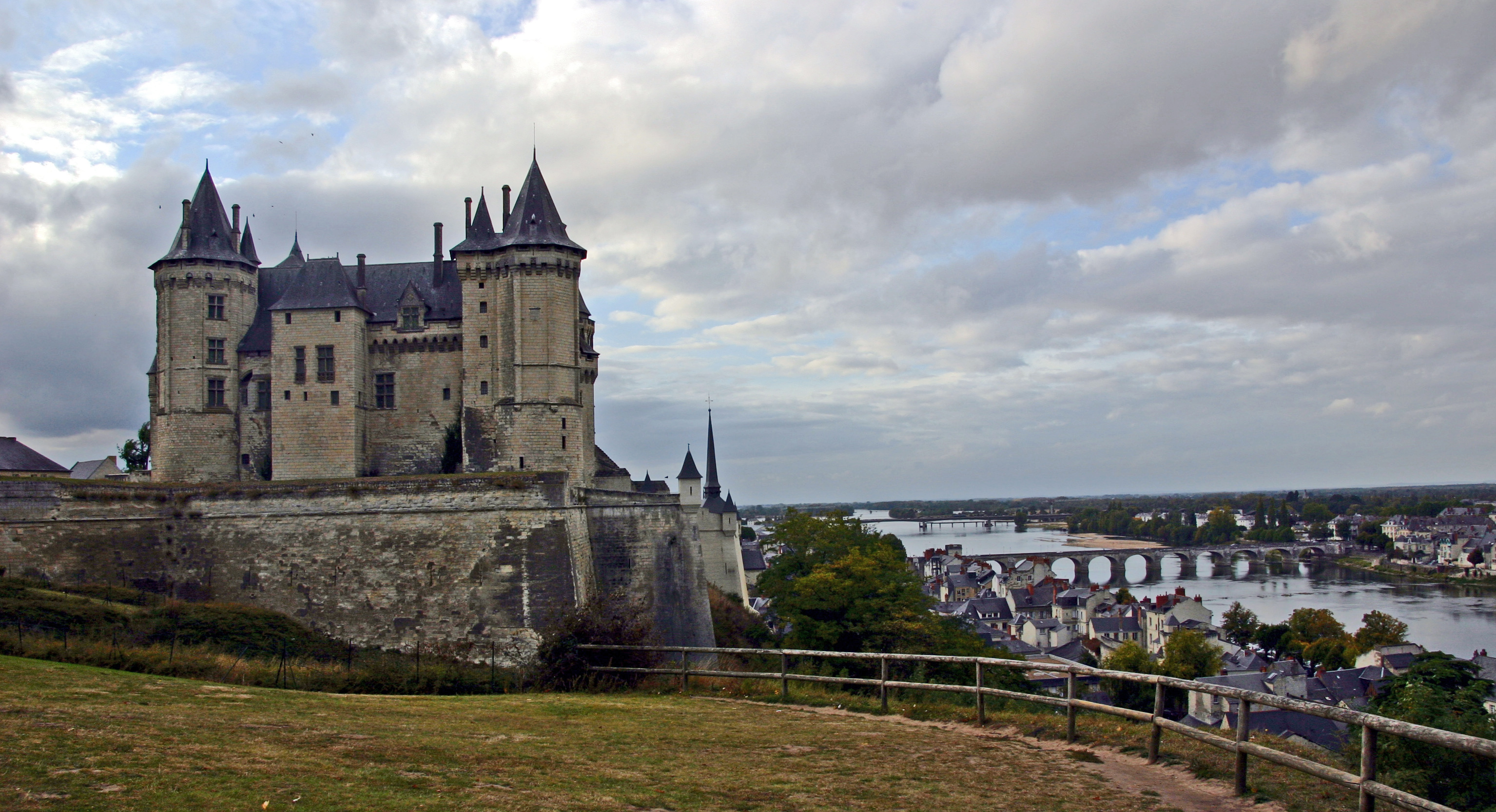
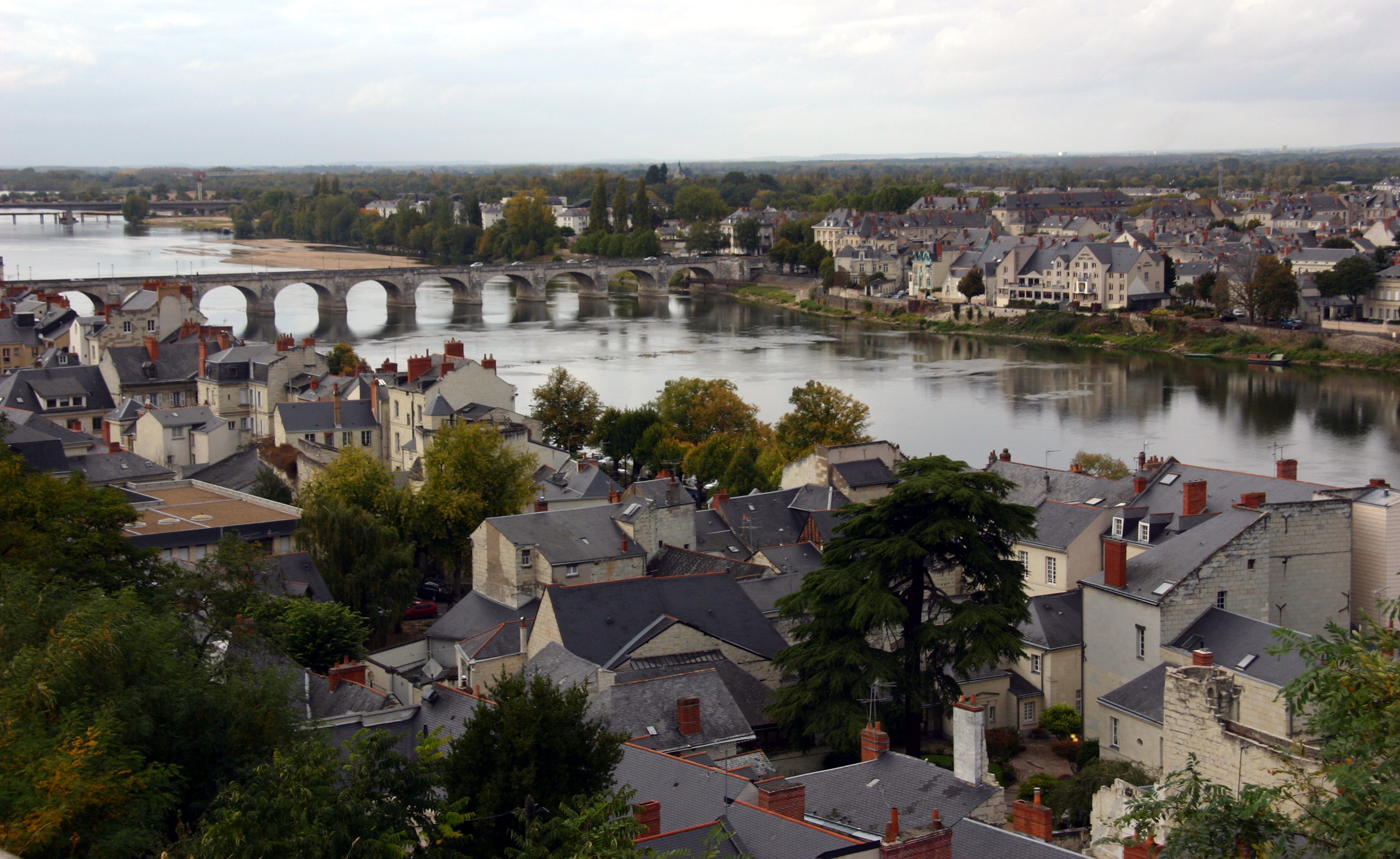
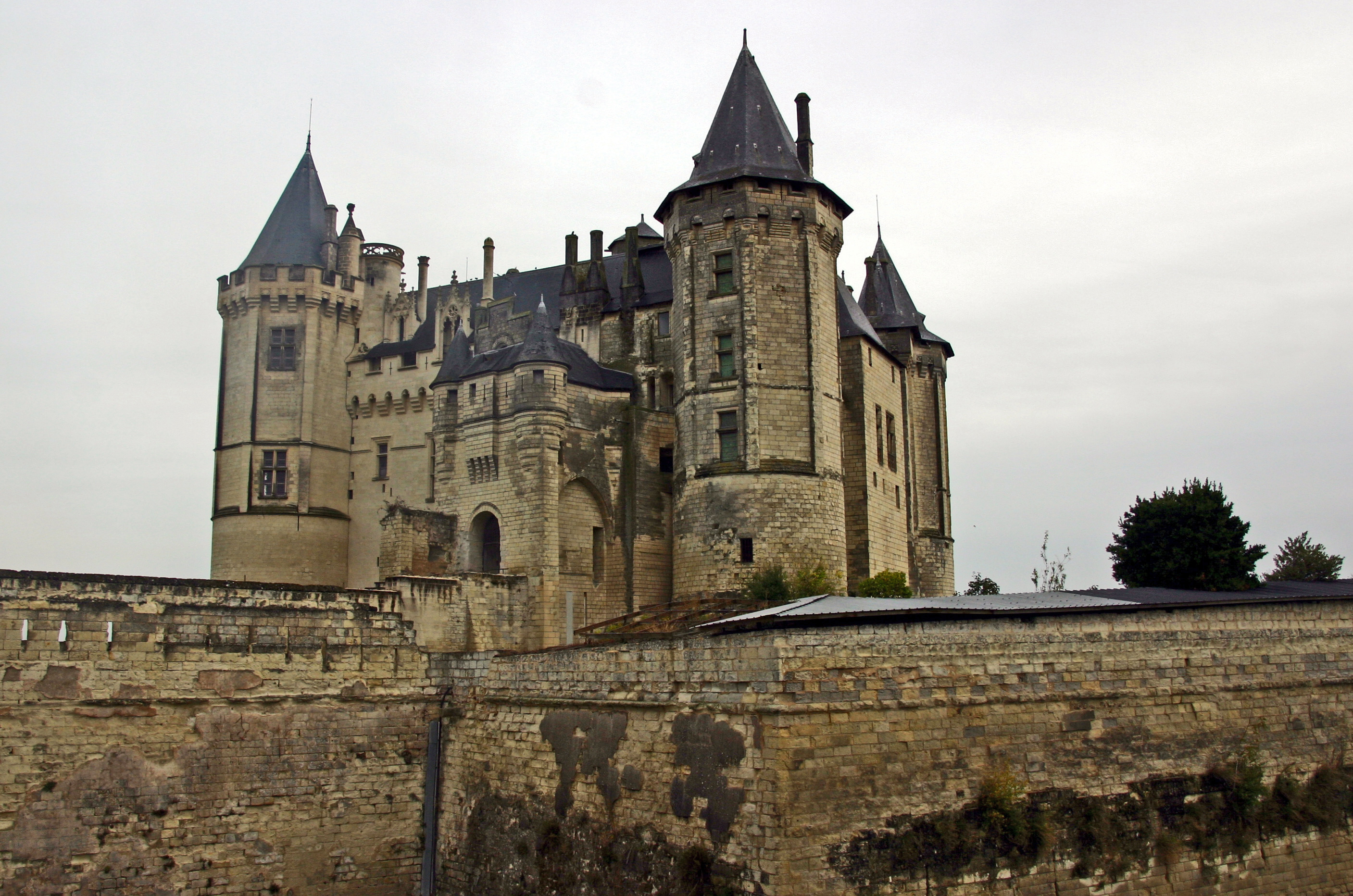
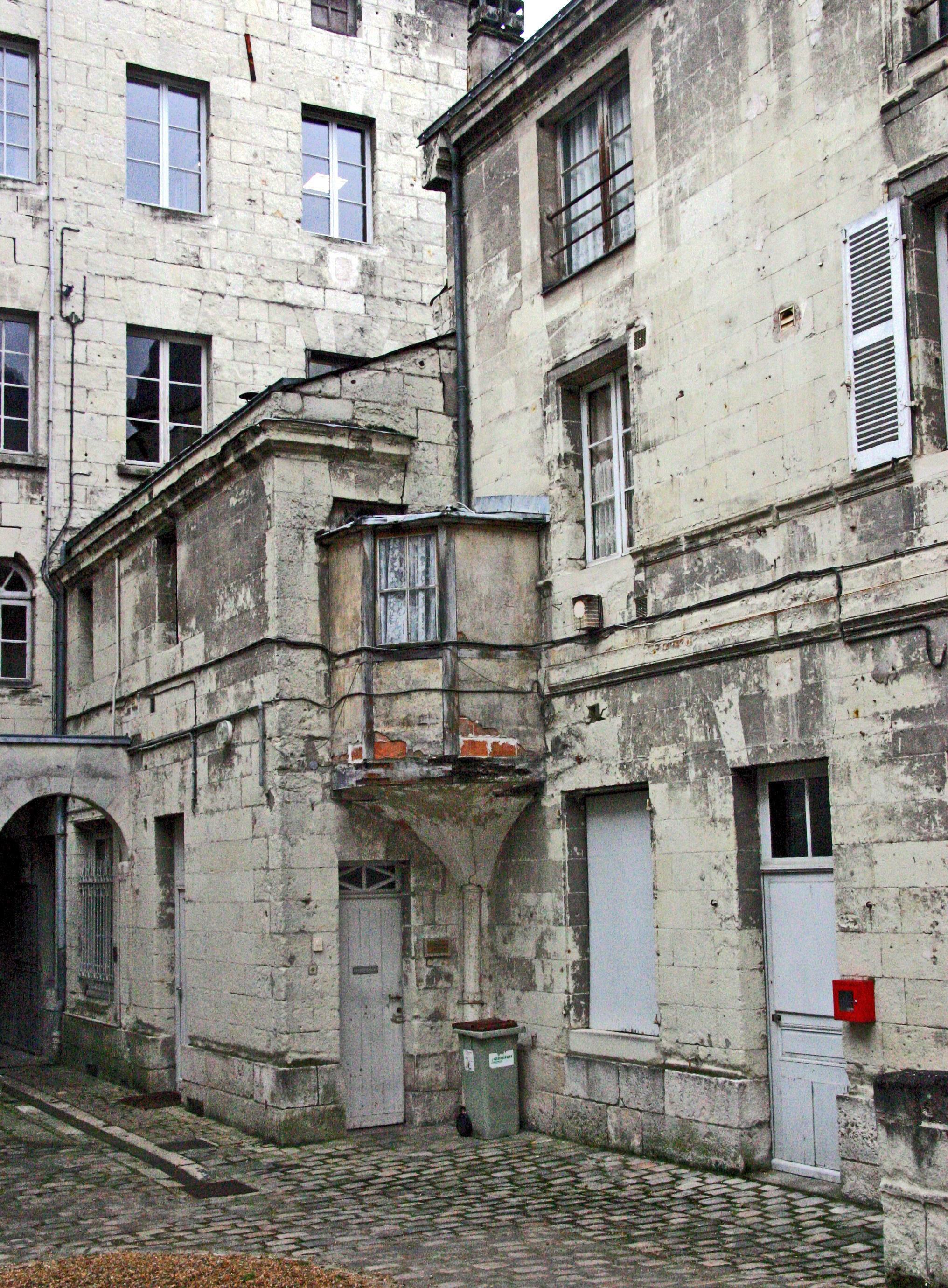
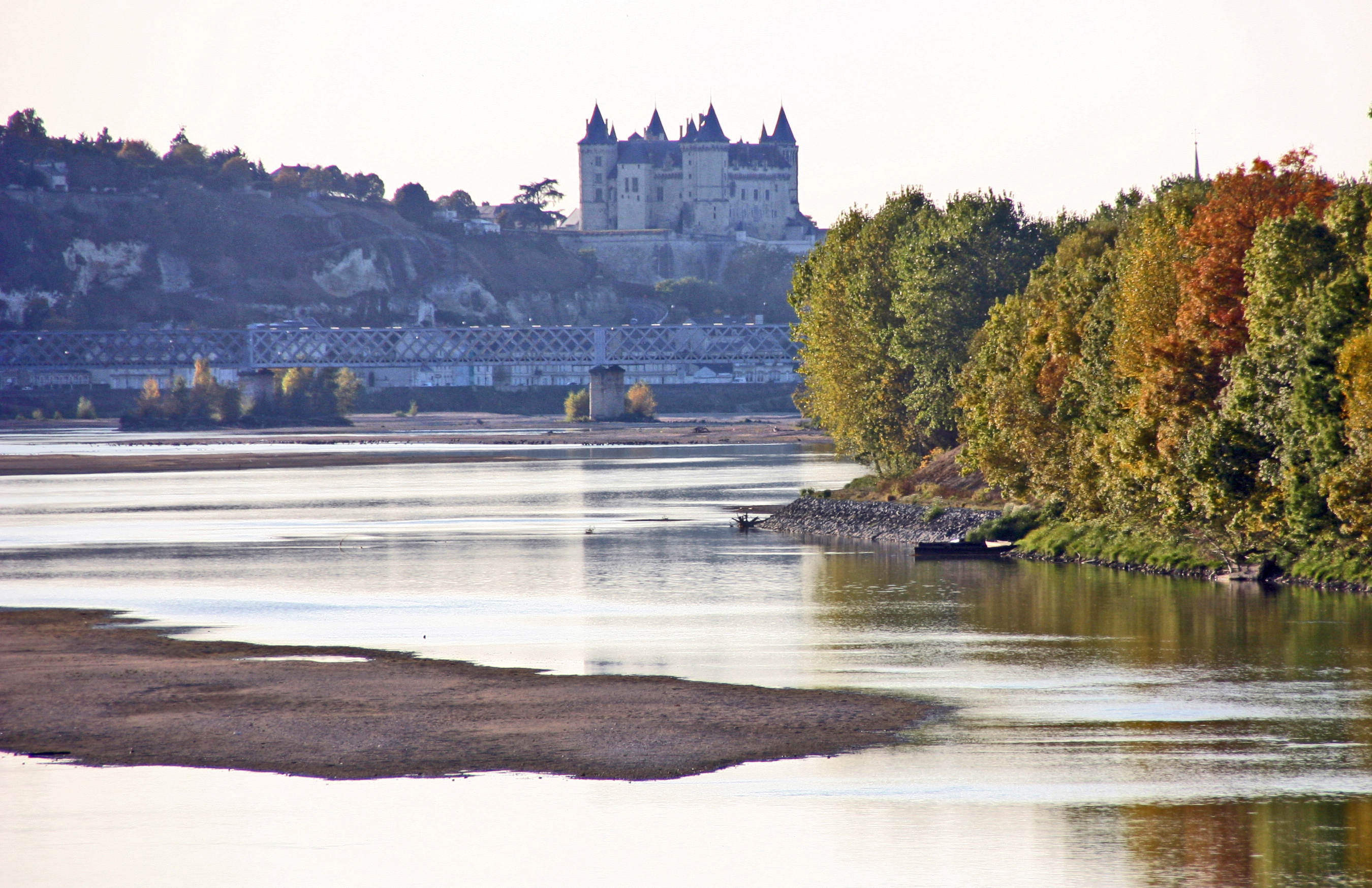